# Lindbergia ovata
Lindbergia ovata là một loài Rêu trong họ Leskeaceae. Loài này được Thér. mô tả khoa học đầu tiên năm 1928.